# 埃罗德
埃罗德，是印度泰米尔纳德邦埃罗德县的一个城镇，总人口157,101（2011年）。是拉马努金的故乡。

## 人口
该地2011年总人口157,101人，其中男性76726人，女性74458人；0—6岁人口13960人，其中男7147人，女6813人。